# Commune rurale d'Iisalmi
La commune rurale d'Iisalmi (finnois : Iisalmen maalaiskunta, abrév. Iisalmen mlk) est une ancienne municipalité de Savonie du Nord en Finlande.

## Histoire
Le 1er janvier 1970, la communauté rurale d'Iisalmi a été absorbée par la ville d'Iisalmi. 
Au 1er janvier 1969, la superficie de la commune rurale d'Iisalmi était de 734,2 km2 et au 31 décembre 1969 elle comptait 13 371 habitants.
La communauté rurale d'Iisalmi avait pour municipalités voisines Kiuruvesi, Lapinlahti, Pielavesi, Sonkajärvi et Vieremä.